# 虛構推理
《虛構推理》是日本小說家城平京的推理小說作品（而非輕小說），插畫為清原紘。由講談社Novels出版。2012年第12回日本本格推理大獎小說部門得獎作品。改編的日本漫畫作品由漫畫家片瀨茶柴作畫，講談社出版，於講談社漫畫雜誌《少年Magazine R》連載。2019年1月正式宣佈推出電視動畫作品。含原作小說全系列累計銷量已突破400萬部。

## 故事簡介
傳聞街上出現一名手持著巨大鋼筋的巨乳偶像四處徘徊襲擊路人，這就是近來最熱門的都市傳說「鋼人七瀨」。以人類之身成為「智慧之神」受妖怪們委託調停糾紛的岩永琴子，以及因為食用過兩種妖怪的肉而得到異常能力的大學生櫻川九郎，兩人將聯手解決這起怪異事件。然而解決的方法竟然是「藉由合理性的虛構推理消滅都市傳說」。

## 作品特色
本作雖然是推理作品，但並非單純尋找真相的推理小說，劇情中有許多包括妖怪、詛咒在內的超自然力量影響著事件的進行，而最終琴子發表的「真相」也往往並非真的真相，而是為了讓其他人相信而編造、難以確定到底是不是、甚至單純的謊言，但因為解開了當事者的疑惑或破解對方的目的而被信服，凸顯出「推理不是找真相，而是為了讓人相信自己的主張」的特色。

## 登場角色

### 主要角色
岩永琴子（声：鬼头明里（日本）；楊詩穎（台灣））
17歲（初登場）→19歲（鋼人七瀨篇）→20歲（睡眠謀殺篇）。父親是知名大型醫院的院長，家境富有。幼時曾失蹤，兩週後被發現，發現時身體缺損，失去右眼和左腳，失蹤期間答應成為怪異的「智慧之神」，身體缺損是能夠接觸到怪異的代價，從那之後身體就幾乎沒有成長過。作為妖怪之間的調停者或解惑者行動，也可以在一定程度下命令妖怪。注重人類與妖怪雙方面的平衡與規矩，被妖怪稱為「公主」。
雖然做為作品中主要的偵探角色，但事實上她所發表推理的有許多並非真相、而是首尾一致的謊言，以安撫當事人為主要目的，因為在怪異事件中讓當事人知道真相未必是正確的。如有必要，事後再暗中以自己的力量平息惹事的妖魔鬼怪或是掃除後患。
十五歲時在醫院遇到了櫻川九郎，對他一見鍾情，形容他是像山羊一般的人。但直到十七歲時九郎跟紗季分手後才正式認識，並且直接告白、要求以結婚為前提的交往。雖然在剛認識或正式的場合會很有禮節，但私底下對熟識的人會頗為隨意，跟九郎在一起時還經常講一些黃段子。經常暗示已經與九郎有過性關係，但是實際狀況不明。
櫻川九郎（声：宫野真守（日本）；鈕凱暘（台灣））
22歲（初登場）→24歲（鋼人七瀨篇）→25歲（睡眠謀殺篇）。年幼時，家族中流傳利用妖怪之力的迷信而同時吃下妖怪件和人魚的肉，因此成為世上的異常，既可以用自己的死來預知（鎖定）未來，也擁有不管怎麼樣的傷害都可以復原的不死之身。雖然是人類，但混合妖怪和魔物特質，一般的怪物都非常害怕他，因為小時候經常被祖母為了預測未來而殺害並復活，逐漸對痛苦沒有了感覺。
與紗季本來已經到了論及婚嫁的地步，但在河童事件發生後迅速分手。現為琴子的男友，雖然平常對於琴子的態度愛理不理的，但是本人也認為如果沒有遇到琴子的話，他會不知道怎麼活下去。在鋼人七瀨事件的時候，已經不厭惡自己的身體，同時也因為聽從於琴子而被妖怪們接受，偶爾會被請託幫忙處理或向琴子轉告問題。主要幫琴子進行體力活。
櫻川六花（声：佐古真弓）
九郎的堂姊兼初戀情人，大九郎三歲。和九郎一樣被家族強迫吃下件和人魚的肉而擁有異常特質和能力。長期住院（五年以上），期間經常嘗試自殺，但都因為自己的異常體質而失敗。在鋼人七瀨事件前一個月很急的出院並且住進岩永家一段時間，但後來謊稱找到新工作而離開，就此失蹤。
對於異常的琴子相當厭惡，因此對於九郎前女友紗季很滿意。試圖讓自己和九郎變回普通人類，為此引發了不少事件想創造出能令兩人恢復成人類的怪異，如鋼人七瀨事件。在鋼人七瀨事件結束後，為了避免被琴子和九郎發現，經常更換住處。偶爾利用自身的異能，透過賭馬等方式取得行動資金。

### 配角

#### 鋼人七瀨篇
(原作第2話~第13話 動畫第1季第3集~第12集)
弓原紗季（声：福圆美里）
鋼人七瀨篇的主要角色之一。登場時25歲，是任職交通課，身材高挑的女警，生日是四月十五日。九郎的前女友，九郎會喜歡她的原因是因為她跟六花很像。會分手的原因是因為她發覺九郎的怪異，覺得很恐怖而分手，也開始對肉類有恐懼感。但分手後始終無法忘記九郎，因此拒絕其他人的追求，對於自稱為九郎新女友的琴子相當厭惡，直到鋼人七瀨的事件結束後才終於放下成見。因為九郎的事情而相信妖怪靈異是存在的，鋼人七瀨事件出現時也毫不懷疑是妖怪所為，但也因為對妖怪很害怕，起初都不想參與調查，直到琴子和九郎出現，以及同僚寺田被殺後才開始正視自己的內心轉而變得積極。
鋼人七瀨
七瀨花凜死後出現的都市傳說，被視為七瀨花凜的亡靈，攜帶巨大的鋼條在真倉坂市裡引發一系列的案件。實際上是六花利用架設網站、累積網友的想像力所製造而成的妖怪，但因為琴子利用誣賴和虛構的理論破解謠言而失去力量消散。
七瀨花凜（声：上坂堇）
19歲寫真偶像，已故。高中開始進行偶像工作，人氣並不高。在父親死亡後被懷疑是兇手，在網路上受到許多攻擊，連姊姊也對她冷眼旁觀，累積許多壓力，後來獨自在工地裡抽菸時被鋼條砸中而死，過程中她雖然有發現鋼條掉落，卻因為壓力過大而選擇平靜接受死亡。
七瀨初實（聲：北原沙彌香）
花凜的姐姐，對於事業有成的妹妹相當忌妒和怨恨。疑在父親去世前從父親那裡收到寫有他認為自己會被花凜殺害的日記，並且在父親去世後交給媒體，但沒想到花凜因此以接近自殺的方式死去讓她相當震驚，在偵訊時極度堅持他殺。
寺田德之助（声：浜田賢二）
和紗季同署的刑警，擔任巡查部長。對紗季有好感，身體相當健壯。在調查「鋼人七瀬」事件的過程中被其所殺。

#### 神明大蛇的聽聞篇
(原作第15話 動畫第1季第2集)
大蛇（聲：宮田幸季）
棲息於筑奈山沼澤裡的古老蛇妖，古時候被附近的人發現在沼澤裡喝水而被尊為水神，但現在已經沒有人會去牠的祠堂上贡，而實際上牠也沒有控制大規模天氣的能力。祭品方面喜歡小女孩，但其實不太喜歡吃人，因為有很多布料和鐵器，而且人肉似乎並不好吃。性格急躁多疑，因為在谷尾葵棄屍時聽到她在說奇怪的話想不通而找上琴子，請她幫忙解惑。事後覺得人比其他妖魔鬼怪更可怕，而琴子私下認為祂其實很有可能在谷尾棄屍時聽錯了她所講的話或是沒考慮到她的角度。
谷尾葵（聲：塙真奈美）
30歲，町井義的女友，主動承認自己殺害吉原，而棄屍於沼澤裡是為讓沼澤裡的大蛇吃掉屍體。被沼澤裡的蛇神聽到在棄屍時說著「如果能早點發現就好了。」，五年前因為男友町井義疑似盜用公款並且劈腿殉情而大受打擊，辭職並回到老家住，逐漸恢復心情，起初兩年甚至完全不出門。琴子推測她就是殺害吉原的真凶，曾在看守所中也自言自語著：「大蛇沒能發現屍體嗎？」。
吉原紘男
35歲，某大型建設公司的部長，被發現遭人棄屍在筑奈山上的沼澤裡，死因是被刀子刺進胸口而亡。五年前因為盜用公款被町井義和女同事發現，為了脫罪而殺害他們並偽裝成殉情，藉此逃過一劫。但五年後因為接連在公司犯大錯、妻子意外死亡、自己也罹患惡性腫瘤，認為是報應而主動聯絡谷尾葵和町井的弟弟想要坦白，岩永推測他在坦白後被谷尾葵殺害。
町井義
谷尾葵的男友，五年前被發現跟女同事一起死在女同事公寓的浴缸裡，被警方認為因為盜用公款的事情被發現而殉情。實際上町井是和女同事一起發現吉原盜用公款，被吉源殺害滅口後偽造成殉情的樣子以脫罪。
町井的弟弟
曾在吉原死前接到他見面的要求，但他沒有理會，琴子一度懷疑他是殺害吉原的真凶。

#### 鰻魚餐廳的幸運日篇
(原作第16話 動畫第2季第24集)
梶尾隆也（聲：高橋廣樹）
一級建築師，與十條寺良太郎是朋友，妻子雪枝於半年前遇上強盜而被殺害。擁有很強的控制欲而被妻子要求離婚，因此痛下殺手，為了隱藏目的，事先還在案發地的附近製造一連串強盜案。殺死妻子後一直覺得身體很沉，自認是因為罪惡感而導致身體狀況愈來愈差，因此打算約十條寺出來吃飯後去自首。琴子道破他身體衰弱的原因不是罪惡感而是被妻子的怨靈纏身，讓他自行選擇是自首吃牢飯，還是背負著妻子的怨恨、艱難的在外面活下去。
十條寺良太郎（聲：江口拓也）
自由程序員，與梶尾隆也是朋友。與梶尾熟識已久，認為以他的性格不可對準備要離婚的妻子死亡表現出這種程度悲傷，因此懷疑就是梶尾殺了自己的妻子。在鰻魚餐廳內說出了自己的推理，但因為梶尾不為所動，之後又稱是自己瞎猜的。
梶尾雪枝
梶尾隆也的妻子，半年前因遇上強盜而被殺害。對隆也的控制慾相當厭惡，要求離婚，因此被其所殺。根據琴子所說，他在死後靈魂仍然纏在隆也的背後，導致隆也的身子愈來愈沉，身心狀況與愈來愈差。

#### 電擊皮諾丘、或者向星星許願篇
(原作第17話~第18話 動畫第2季第18集~第19集)
嶋井多惠
八十多歲，渡渡水鎮當地富有人家。為人冷淡、身體相當健康，有運動的習慣。已經沒有其他的家人，在家裡和撿到的妖貓同居，因為善太失去孫子但沒有人同情而在他死前經常關心他，也是第一個發現善太死亡的人。年輕時有兩個孩子，但因為出車禍去世，肇事者賠償了大筆的賠償金，使夫妻因此成為當地的資產家，但他們不想使用那些錢，因此在聽到朋友創業時就索性全部投資進去，凡想到反而因此賺了更多，後來丈夫五十多歲時溺水死亡，又得到了大筆的賠償金，大量的錢讓她逐漸成為當地的重要人物，甚至比鎮長還有信服力，但也有人暗中說她是靠著家人死亡而發財的魔女。
在家人去世時都想過一死了之或是離開當地，但都沒有勇氣實踐，認為自己害怕承擔責任，但在看到「電擊皮諾丘」時，首度出現想要不惜犧牲自己來阻止它以保護小鎮的想法。琴子推測她渴望著「有意義的死亡」的想法成為了人偶動起來的力量之一。
戶平善太
渡渡水鎮當地出生的老人，「皮諾丘事件」的主謀，在事件發生前一個月做完「電擊皮諾丘」的木偶後心力交瘁而死，一輩子都沒有離開過出生地。十年前因身體狀況惡化而想要走進山裡自殺，但在路上撿到隕石，帶回家後身體就奇蹟似的恢復了，因此他將其鄭重保管著。
因為孫子翼被觀光客撞死，兇手沒有得到應有的懲罰、甚至有人開始責怪他而心懷怨恨，但是生性膽小善太沒有膽子自己動手，因此以全副心力和撿到的隕石做出木偶，想要藉由它向所有肇事者報仇。孫子死後性格變得有些扭曲，對於經常關心自己，但是極為有錢而且生活悠閒的嶋井多惠產生怨恨，因此也將多惠的名字刻上了木偶。
「電擊皮諾丘」
戶平善太死前製作出來的木偶，以其恨意和右臂裡埋著的隕石驅動，會從隕石裡射出電流。在善太死後經常於晚上出現在渡渡水鎮的海邊對海實施電擊，電死當地所產的魚，讓居民傷透腦筋。
嶋井多惠與當地妖怪們原以為它是一個復仇傀儡，但實際上是一個巫毒娃娃，上面刻著四位肇事者和嶋井多惠的名字，善太想要藉由讓它製造事端並且被居民破壞以傷害那些自己所怨恨的人，但琴子認為以一個一般人的精神力，即使用上了隕石，讓它能夠行動與放電就已經是極限了，根本無法達成詛咒的目的。在破壞它的過程中，嶋井多惠也確實沒有任何感覺。最後在琴子的計策下被制伏破壞，隕石被琴子回收，剩下的部件由多惠拆散扔入海中。
戶平翼
戶平善太的孫子，十歲，「電擊皮諾丘」事件發生前一年的八月，在渡渡水鎮被開車不專心的大學生撞上、並且因為當天遊客太多妨礙救護車的行進導致延誤就醫而死。撞上他的四位大學生只有駕駛被起訴，最後判了緩刑，其餘乘客雖然在車上打鬧影響駕駛開車，但是均不起訴處分，成為戶平善太引發事件的動機。
貓妖（聲：杉田智和）
町長
女幽靈

#### 斷頭台三四郎篇
(原作第21話~第22話)
森野小夜子
27歲，現職插畫家，喜歡畫把招財貓跟刑具（不協調的東西）擺在一起的圖畫。小時候跟父親在宮井川家幫忙做事的時候認識了宮井川甲次郎，兩人因為類似的審美觀而結下友誼，並且經常出入宮井川家，在甲次郎的協助下培養了自己的美術天分。
17歲的時候因為差點被父親強暴而失手殺了父親，在不知道怎麼處理的情況下向甲次郎求救。在甲次郎的幫助下，兩人以斷頭台處理好屍體並分別棄屍。後聽從甲次郎的交代，小夜子高中畢業就離開家鄉，完全斷絕與故鄉關係以避免被人發現異常。
在知道甲次郎家裡發生的事情後以為是十年前的事情被發現了，擔心會被警察逮捕，雖然透過新聞知道是別的事件，但還是心理不安。直到被琴子揭露真相、並且承諾會把十年前的事件處理的更加隱蔽後才逐漸放心下來。因為始終不願面對過去，因此畫作裡從來都沒有出現過斷頭台，直到琴子把甲次郎跟三四郎的希望轉告給她才再度開始畫。
宮井川甲次郎
73歲，住在某個鄉下村落裡，是當地的富有人家。五月二十日的時候在自家意外殺害前來討錢的遠親淺間貞雄，用斷頭台把屍體的頭砍下來後自首，聲稱這麼做是因為「想嘗試斷頭台是不是真的可以砍斷人的脖子」。數十年前認識森野小夜子，兩人因為相似的審美觀而成為朋友，協助小夜子訓練繪畫技巧。小夜子意外殺死父親後，幫助小夜子用斷頭台分屍後丟棄各處，並且在小夜子畢業後給她足夠生活的錢讓她離開家鄉，交代她切斷所有與故鄉關係，以避免被人發現異常。
在殺了淺間貞雄後想到斷頭台已經在幾年前約好身故後捐贈給博物館，因此在自己在監獄中時極可能被親人按約定捐贈出去，受贈的博物館如果有仔細檢查，可能會發現已經用過的痕跡，為了避免小夜子被發現而再次使用斷頭台，用新的痕跡隱藏十年前留下來的痕跡，並且在警察前裝瘋賣傻以降低懷疑。
在小夜子離開後經常關注她在網路上分享的作品和動態，並且因為始終沒有斷頭台的畫而感到可惜。根據三四郎的情報，在認識小夜子的時候已經沒辦法勃起了，因此琴子認為他和小夜子的感情並非男女之情，比較偏向父女或更複雜的方面。
「三四郎」
斷頭台變成的付喪神，本體是明治十五年製造，全世界唯一一台在日本製作的斷頭台，但因為當時很快就更換了死刑的執行方法而從來沒有被用過，二十年前曾經被博物館方面的學者仔細檢查過，確實沒有使用痕跡。
直到十年前才第一次被甲次郎和小夜子用於切斷小夜子父親的屍體。在聽到宮井川甲次郎的證詞後，和十年前的事情有所矛盾而找上琴子。很喜歡小夜子的畫，希望她可以畫斷頭台。自己調整了刀刃的形狀以避免被發現十年前的使用痕跡。

#### 「自殺房間」事件
(原作第23話 動畫第2季第17集)
紺野和幸（声：土屋神葉）
六花租住公寓的房東兼管理員，喜歡豐滿一點的女性。因為305房一連發生三起自殺命案而害怕那裡被詛咒，後來在六花的解釋下解開迷惑。
沖丸美（声：市之瀨加那）
紺野和幸的女朋友。
自殺者們
三位於305號房中自殺的人，促成了其詛咒房間的謠言，但其實前兩件只是巧合、第三件則導因於第二件。第一個是40多歲的單身漢，因為工作壓力與精神狀況不好而自殺；第二位是約30歲左右的女性，因為被原本已經論及婚嫁的男友拋棄而傷痛過度，於入住三個月後自殺；第三位是第二位的前男友，入住三個月後自殺，疑似因為間接導致前女友死亡被責怪並且有罪惡感，為了轉嫁責任而住進房間想要證明裡面有幽靈之類的詛咒，沒想到甚麼事都沒有發生，反而變相證明自己犯的錯，使他無法承受過大的罪惡感而自殺。

#### 「睡眠．謀殺」事件
(原作第25話~第28話 動畫第2季第20集~第23集)
音無剛一
音無集團會長，音無澄的丈夫，音無亮馬、音無晉、音無薰子的父親。現年81歲，在政經界擁有極大的影響力。原姓工藤，因提出過改善管理上的對策，獲得岳丈音無傳次郎賞識，成為音無集團的入贅女婿，在妻子死後成為會長，並改變原有的擴張路線，成功讓音無集團躲過崩潰的危機。二十三年前在看到妻子我行我素的經營方針和控制孩子們的行為而對她萌生殺意，這時遇到吹雪幫助他達成計畫，並且以開發當時與其敵對的同類所在的山區為代價。
因惡性腫瘤而剩下一年壽命的緣故，打算向子女坦白自己的罪行，因而開出課題，找上岩永琴子作為裁判，要求子女證明音無剛一是殺害亡妻的幕後黑手，先找到的人可以獲得遺產的優先分配權。然而，琴子之後卻揭穿了連他也不知道的真正犯人，因此大受打擊，事情結束後就開始臥病在床。
因為跟妖狐交易過的關係，非常關注不尋常的人事物，在六花住院時便已經見過她，並且於事件前兩個月在街上偶然遇到，向她尋求與妖怪交易的贖罪方法，而六花建議他去找九郎連帶琴子一起。事件結束後對於結果感到很恐懼，認為是被六花所操控的結果，但被琴子否認。
音無澄
音無集團的前任會長，音無傳次郎之女，剛一的妻子，亮馬、薰子、晉的母親。個性強勢獨裁，貫徹其父親傳次郎的遺志，進行極端擴張的策略，並排除所有反對自己的人，導致集團出現經營危機，部下人人自危、丈夫與子女也不堪其苦，最後導致她在二十三年前被薰子刺殺身亡。
音無亮馬
音無剛一的長子，薰子、晉的哥哥。現時經營一所與音無集團無關的日式餐廳。與弟弟晉關係惡劣。
二十三年前主動找上弟弟密謀殺死母親，在弟弟假裝跟他吵架時暗中前往母親回家的路上暗殺她，但在實施前母親就死了。這件事也成為他心中一直不想面對的過去，但又覺得讓女兒或父親知道的話自己會比較輕鬆，所以派女兒去參加家族會議。對於藤沼夫婦當年也有殺死母親的計畫感到相當驚訝。認為母親其實也是被害者，她是被祖父傳次郎影響才逼迫自己做出那些事情。拒絕繼承音無集團的原因除了志在廚藝外，另外的主要原因是自己投入一件事的時候會忽略其他事情，因此才讓眼界廣闊的晉繼承音無集團。
音無晉
50歲，音無剛一的次子，亮馬、薰子的弟弟，音無集團的常務董事。原本積極參與集團經營想要成為繼承者，但因為次子的身分而被音無澄排除在外，因此與明明有繼承權卻想要放棄的哥哥關係惡劣，且因為哥哥的能力總比自己好而有種自卑感。
二十三年前曾和哥哥計畫殺死音無澄，由他假裝跟哥哥在會議室吵架製造不在場證明，但還沒真正實施音無澄就被殺害，他們為了引人注目的爭吵反而成為不在場證明。母親去世之後，被父親鼓勵走自己的路，成功在集團內嶄露頭角。事件結束後主動嘗試跟哥哥和好。
藤沼薰子
音無剛一的長女，亮馬的妹妹，晉的姐姐，也是殺害音無澄的真兇。
二十三年前因為音無澄不滿意男友藤沼耕也而強迫他們分開，並安排政治婚姻，為此對她萌生殺意。為免耕也的事業毀於一旦，在殺死母親的當天故意讓人看到自己摔倒、假裝骨折、隱暪藤沼耕也獨自前往音無澄回家的路上攔截並搶在吹雪之前殺死她，逃離現場後又故意打斷自己的腿骨造成真的骨折，以製造不在場證明。雖然計劃成功，但也因此成為她的心理陰影，直到父親開出課題時方對丈夫坦白案發經過。真相被揭發之後自殺未遂，開始住院，精神方面相當不穩定。
藤沼耕也
56歲，音無剛一的女婿，藤沼薰子的丈夫，大型二手車行的董事長。曾經詢問其外甥天知學有關岩永琴子的情報。二十三年前和音無薰子一同合謀殺害音無澄，但案發當日，薰子卻選擇隱瞞自己獨自刺殺音無澄。二十三年來對薰子獨自刺殺音無澄一事一無所知，直到音無剛一開出課題時方從妻子口中得知事情始末。在家族會議上屢屢說謊袒護妻子，但最終被琴子以話術反過來逼入絕境。為了保護妻子而打算當場槍殺琴子和九郎，但被琴子說服、並目睹九郎復活之後喪失意志。
音無莉音
21歲，音無剛一的孫女，音無亮馬的女兒，代替父親出席家族會議。對於父親、叔叔、姑姑和爺爺都計畫殺死祖母的事情很驚訝，但也沒有太大的反應，本人說是因為接受不了現實、也無法想像家族當時的情況或是自己是集團大小姐的樣子。在聽父親說有關自己祖母的事情後，於家族會議中提出音無澄是自殺的說法，但被琴子反駁並指出真正的犯人。事後認為琴子和九郎根本不是人類。
音無傳次郎
音無剛一的岳丈，音無澄的父親，音無亮馬、音無晉、音無薰子的外祖父。已故。音無集團的前兩任會長。因工藤剛一曾經向自己因提出過改善管理上的對策，而把對方招為女婿。導致音無澄變得強勢獨裁的元兇。
吹雪
狐妖，二十三年前曾和音無剛一約好暗殺音無澄，原本打算變身為流浪犬殺害目標，然而在行兇之前就被薰子搶先，為了不讓交易破滅，牠在音無澄的屍體旁以她的聲音發出求救的聲音，事後又假裝自己實現了交易而要音無剛一兌現承諾。在家族會議開始前被琴子派其他狐妖抓來審問，並揭露了真正的兇手。

#### 雪女的窘境篇
(原作第30話~第33話 動畫第2季第14集~第16集)
雪女（聲：悠木碧（日本）；連思宇（台灣））
住在深山中的妖怪，能操縱冰雪。喜歡人類的食物跟酒，與一般雪女不同，不喜歡美男子。十一年前偶然發現了被推下山崖的室井，因為不想被大批救難隊打擾，便順手救了他，還拿走了他身上的一半現金當報酬。與室井重逢，並聽了他這些年的經歷後，與室井成為了朋友，隨著雙方逐漸熟稔，從開始的每周來訪，到後來變成經常留宿。
明白自己的心意以後曾經找琴子諮詢，收到的答覆是「只要做好避孕就好」。室井被警察找上之後再次尋求琴子的協助，不過由於事件本身其實相當單純，琴子更多是將重點放在她與室井的關係上。最後獲得琴子的認可，與室井結為夫妻。
在《斬殺雪女篇》中再度出場，與丈夫昌幸聊天時提到她有一位很久以前已去世的姐姐。之後在琴子來訪時說明自己與白倉半兵衛有數面之緣。之後在琴子與姐姐的後代白倉靜也交談時在二人面前現身（琴子事先安排）。
室井昌幸（聲：古川慎（日本）；陳彥鈞（台灣））
大學時代與好友隼人登山途中被隼人推下山，意外被雪女所救，從此對雪女難以忘懷。畢業後用隼人家支付的和解金開設公司，因為善於用人，事業成功，二十九歲時結婚。
三十一歲那年，妻子外遇還試圖害死他，又被合夥人背叛，公司被併購，因此對人極度不信任。離婚隔年單獨搬到了當年遇難的山腳下，與雪女重逢。前妻被殺之後，因為其家中藏著的書信而被警察懷疑是兇手，不過因為證據矛盾，警察並沒有貿然實施逮捕。最後獲得琴子的認可，與雪女結為夫妻。
原田美春（聲：本山香織）
室井的前妻，外型與雪女極為神似。結婚第三年就外遇，因為擔心被發現後失去室井的龐大資產，因此在室井出差前，在其常喝的營養飲料中下了安眠藥，試圖讓他在高速公路車禍。最後計畫因為室井的客戶臨時更改行程而沒有成功，室井因為突然襲來的強烈睡意而起了疑心，託人驗了空瓶之後發現安眠藥，進一步請人調查妻子發現其外遇，最後以離婚收場。
因為室井對外遇以及殺人未遂的反應太過平和，強烈疑心室井打算私下殺掉她，因此在家中藏了書信，指如果自己非正常死亡，室井一定是兇手。後被飯塚利用她的疑心病將其引到河堤邊殺害。
飯塚渚（聲：廣瀨沙耶）
室井原本公司的部下，尊敬且深愛著室井。無法原諒原田對室井的背叛，同時又擔心因為連續的背叛把自己完全封閉在家裡的室井，因此決定殺害原田並嫁禍給室井，以強迫室井改變現狀。
山崎隼人（聲：村井雄治）
室井高中時代就認識的好友，登山途中因為強烈的忌妒心而把室井推下山。家境優渥，為此賠償室井一大筆賠償金。山難事件三年後因交通意外過世。
古川刑事（聲：松山鷹志）
本田刑事（聲：中村源太）

#### 斬殺雪女篇
(原作第51話~第60話)
白倉靜也
無偏流的劍士。實際上是人類與妖怪的混血兒，因此十分怕熱。為無偏流鼻祖井上又右衛門與雪女的姐姐的後代。
白倉半兵衛
無偏流的劍士，後收養了雪女的姐姐的孫兒勇士郎為養子。從雪女口中得知雪女的姐姐已死的消息後，最後選擇揮刀自刎而死。
雪女的姐姐
雪女的姐姐，在江戶時代曾經持刀斬殺了無數劍士。作為劍士的實力在白倉半兵衛之上。為無偏流鼻祖井上又右衛門的關門弟子兼最後的妻子，為井上又右衛門完成了無偏流的最終絕技「飛雪」。在井上又右衛門病逝後的三十多年間不斷磨練劍術。把「飛雪」傳授半兵衛後不久後身體化作露水死亡。
井上又右衛門正勝
無偏流的鼻祖。白倉靜也的祖先。

#### 其他角色
天知學
高中時就讀私立瑛瑛高中，那時擔任推理同好社的社團團長。岩永琴子是部員之一。原本打算藉由讓琴子入社以增加社員和社團經費，但被她察覺目的並且反過來以他和小鳥的戀情作為威脅。
小林小鳥
高中時就讀私立瑛瑛高中，亦是推理同好社社員。實際上是學的女友，兩人在岩永琴子加入後開始公開交往。
風間玲奈
私立瑛瑛高中推理同好社社員，比琴子小一屆。在鄉下老家偶遇六花。

## 出版書籍

### 小說
單行本
- 《虚構推理 鋼人七瀨》城平京（著）、清原紘（封面插畫）
  - 2011年5月11日發售[3]、ISBN 978-4-06-182768-4（講談社Novels）

| 冊數 | 日文標題          | 中文標題          | 講談社        | 講談社                 | 力潮文创   | 力潮文创               |
| 冊數 | 日文標題          | 中文標題          | 發售日期      | ISBN                   | 發售日期   | ISBN                   |
| ---- | ----------------- | ----------------- | ------------- | ---------------------- | ---------- | ---------------------- |
| 1    | 虚構推理 鋼人七瀬 | 虚构推理 钢人七濑 | 2011年5月11日 | ISBN 978-4-06-182768-4 | 2018年12月 | ISBN 978-7-5699-2588-3 |

文庫本
- 《虛構推理》[6]城平京（著）
  - 2015年12月15日發售[7]、ISBN 978-4-06-293240-0（講談社文庫）

長篇版
- 《虛構推理》城平京（著）（講談社Taiga）

| 冊數 | 日文標題 | 中文標題                                     | 講談社         | 講談社                 | 尖端出版      | 尖端出版               | 力潮文创      | 力潮文创               |
| 冊數 | 日文標題 | 中文標題                                     | 發售日期       | ISBN                   | 發售日期      | ISBN                   | 發售日期      | ISBN                   |
| ---- | -------- | -------------------------------------------- | -------------- | ---------------------- | ------------- | ---------------------- | ------------- | ---------------------- |
| 1    |          | 虛構推理                                     | 2019年1月23日  | ISBN 978-4-06-514530-2 | 2020年1月6日  | ISBN 978-957-108-793-1 |               |                        |
| 2    |          | 虛構推理短篇集 岩永琴子的現身                | 2018年12月20日 | ISBN 978-4-06-513928-8 | 2020年4月7日  | ISBN 978-957-108-855-6 | 2020年11月1日 | ISBN 978-756-993-678-0 |
| 3    |          | 虛構推理 Sleeping Murder 虚构推理 沉睡的谜案 | 2019年6月21日  | ISBN 978-4-06-516157-9 | 2020年5月20日 | ISBN 978-957-108-870-9 | 2022年7月     | ISBN 978-7-5142-3747-4 |
| 4    |          | 虛構推理短篇集 岩永琴子的純真                | 2021年10月15日 | ISBN 978-4-06-524597-2 | 2023年2月2日  | ISBN 978-626-356-040-6 |               | ISBN 978-7-5168-4222-5 |
| 5    |          | 虛構推理 逆襲與敗北之日                      | 2021年12月15日 | ISBN 978-4-06-526400-3 | 2023年4月19日 | ISBN 978-6-26-356427-5 |               |                        |
| 6    |          |                                              | 2023年2月15日  | ISBN 978-4-06-530871-4 |               |                        |               |                        |

### 漫畫
標題為《虚構推理》由片瀨茶柴作畫。於講談社漫畫雜誌《少年Magazine R》上連載。 中国大陆授权哔哩哔哩漫画網路连载。
| 集數 | 講談社         | 講談社                                                  | 東立出版社     | 東立出版社             | 力潮文创  | 力潮文创               |
| 集數 | 發售日期       | ISBN                                                    | 發售日期       | ISBN                   | 發售日期  | ISBN                   |
| ---- | -------------- | ------------------------------------------------------- | -------------- | ---------------------- | --------- | ---------------------- |
| 1    | 2015年10月16日 | ISBN 978-4-06-371491-3                                  | 2016年5月27日  | ISBN 978-986-470-075-2 | 2024年6月 | ISBN 978-7-5749-0088-2 |
| 2    | 2015年11月17日 | ISBN 978-4-06-371496-8                                  | 2016年7月1日   | ISBN 978-986-470-076-9 | 2024年6月 | ISBN 978-7-5749-0088-2 |
| 3    | 2016年4月15日  | ISBN 978-4-06-392518-0                                  | 2016年10月27日 | ISBN 978-986-470-218-3 | 2024年6月 | ISBN 978-7-5749-0088-2 |
| 4    | 2016年8月17日  | ISBN 978-4-06-392537-1                                  | 2016年12月28日 | ISBN 978-986-470-865-9 | 2024年6月 | ISBN 978-7-5749-0088-2 |
| 5    | 2016年12月16日 | ISBN 978-4-06-392559-3                                  | 2017年8月1日   | ISBN 978-986-482-543-1 | 2024年6月 | ISBN 978-7-5749-0088-2 |
| 6    | 2017年6月16日  | ISBN 978-4-06-392590-6                                  | 2018年3月12日  | ISBN 978-986-486-509-3 |           | ISBN 978-7-5749-0543-6 |
| 7    | 2017年12月15日 | ISBN 978-4-06-510597-9                                  | 2018年10月22日 | ISBN 978-957-26-0462-5 |           | ISBN 978-7-5749-0543-6 |
| 8    | 2018年4月17日  | ISBN 978-4-06-511186-4 ISBN 978-4-06-511493-3（特装版） | 2019年4月19日  | ISBN 978-957-26-1141-8 |           | ISBN 978-7-5749-0543-6 |
| 9    | 2018年10月17日 | ISBN 978-4-06-513317-0 ISBN 978-4-06-513319-4（限定版） | 2019年11月25日 | ISBN 978-957-26-2117-2 |           | ISBN 978-7-5749-0543-6 |
| 10   | 2019年4月17日  | ISBN 978-4-06-515177-8 ISBN 978-4-06-514130-4（限定版） | 2020年4月6日   | ISBN 978-957-26-3238-3 |           | ISBN 978-7-5749-0543-6 |
| 11   | 2019年10月17日 | ISBN 978-4-06-517244-5                                  | 2020年7月10日  | ISBN 978-957-26-4386-0 |           |                        |
| 12   | 2020年3月17日  | ISBN 978-4-06-518653-4                                  | 2020年9月3日   | ISBN 978-957-26-5107-0 |           |                        |
| 13   | 2020年8月17日  | ISBN 978-4-06-520091-9                                  | 2020年12月25日 | ISBN 978-957-26-6160-4 |           |                        |
| 14   | 2020年12月17日 | ISBN 978-4-06-521789-4                                  | 2021年5月17日  | ISBN 978-957-26-6265-6 |           |                        |
| 15   | 2021年5月17日  | ISBN 978-4-06-523055-8 ISBN 978-4-06-522623-0（特装版） | 2022年2月21日  | ISBN 978-957-26-7208-2 |           |                        |
| 16   | 2021年12月16日 | ISBN 978-4-06-525037-2                                  | 2022年8月12日  | ISBN 978-957-26-8435-1 |           |                        |
| 17   | 2022年5月17日  | ISBN 978-4-06-527556-6                                  | 2024年1月12日  | ISBN 978-957-26-9502-9 |           |                        |
| 18   | 2022年11月16日 | ISBN 978-4-06-529466-6                                  | 2024年12月13日 | ISBN 978-626-347-867-1 |           |                        |
| 19   | 2023年5月17日  | ISBN 978-4-06-531387-9                                  |                |                        |           |                        |
| 20   | 2023年11月16日 | ISBN 978-4-06-533419-5 ISBN 978-4-06-533999-2（特装版） |                |                        |           |                        |
| 21   | 2024年5月16日  | ISBN 978-4-06-535554-1                                  |                |                        |           |                        |
| 22   | 2024年10月17日 | ISBN 978-4-06-536817-6                                  |                |                        |           |                        |
| 23   | 2025年5月16日  | ISBN 978-4-06-539264-5                                  |                |                        |           |                        |

## 电视动画
2019年1月宣布漫画版電視动画化。並於2020年1月播出。2020年11月宣布会出第二期。第二期於2023年1月播出。

### 製作人員
- 原作：城平京
- 漫畫：片瀬茶柴
- 監督：後藤圭二
- 系列构成：高木登
- 人物設計、總作畫監督：本多孝敏
- 美術監督：諸熊倫子
- 美術設定：藤瀬智康
- 色彩設計：大塚奈津子
- 攝影監督、3DCG：織田頼信
- 編集：池田康隆
- 音響監督：山田陽（日语：山田陽）
- 音樂：真鍋昭大
- 音樂製作：國王唱片
- 監製：石黑達也（日语：石黒達也）、黑須信彥、鈴木廉太、日高功、内海五月、山岡勇輝、相島豪太、田口由香子、小澤文啓
- 動畫監製：高田伸治、小澤十光
- 動畫製作：Brain's Base
- 作：NAS
- 製作：虛構推理製作委員會

### 主題曲

#### 第1期
片頭曲（物怪in the Fiction）
作詞：，作曲、編曲：渡邊壯亮，主唱：嘘とカメレオン
第1話未使用
片尾曲「LAST DANCE」
作詞：由潮，作曲、編曲：Jin Nakamura，主唱：宮野真守
第4話、第6話未使用
插曲
（第4话）
作詞：桑原永江、片瀨茶紫，作曲、編曲：渡部チェル，主唱：上坂堇（七濑花凛）

#### 第2期
片頭曲
作詞、作曲：カノエラナ，編曲：エンドウ.，主唱：カノエラナ
片尾曲「Invincible Love」
作詞：Amon Hayashi，作曲：$ÜN(SUN)、Le`mon、NAOtheLAIZA，編曲：NAOtheLAIZA，主唱：宮野真守

### 各話列表
| 話數   | 日文標題 | 中文標題           | 劇本             | 分鏡     | 演出       | 作畫監督                                                                                     |
| 第一季 | 第一季   | 第一季             | 第一季           | 第一季   | 第一季     | 第一季                                                                                       |
| ------ | -------- | ------------------ | ---------------- | -------- | ---------- | -------------------------------------------------------------------------------------------- |
| #1     |          | 獨眼獨腳           | 高木登           | 後藤圭二 | 後藤圭二   | 本多孝敏                                                                                     |
| #2     |          | 沼神大蛇在傾聽     | 吉永亞矢         | 後藤圭二 | 後藤圭二   | 山川拓己、本多孝敏                                                                           |
| #3     |          | 鋼人的傳聞         | 吉永亞矢、高木登 | 森下柊聖 | 菅原静貴   | 松本健太郎、本多孝敏                                                                         |
| #4     |          | 偶像死於鋼筋       | 高木登           | 後藤圭二 | 山内東生雄 | 山川拓己                                                                                     |
| #5     |          | 想象力的怪物       | 吉永亞矢         | 小川治人 |            | 松本健太郎、若月愛子                                                                         |
| #6     |          | 合理的虛構         | 柳井祥緒         | 小川治人 | 菅原静貴   | 山川拓己                                                                                     |
| #7     |          | 鋼人攻略戰準備     | 高木登           | 後藤圭二 | 山内東生雄 | 松本健太郎、若月愛子                                                                         |
| #8     |          | 構築虛構之人       | 吉永亚矢         | 森下柊圣 | 菅原静贵   | 相坂直纪、鈴木信一                                                                           |
| #9     |          | 鋼人七瀨攻略議會   | 柳井祥緒         | 蒲原遥   | 山内東生雄 | 山川拓己、若月愛子、齊藤美旺                                                                 |
| #10    |          | 爭奪虛構           | 高木登           | 小川治人 | 菅原静貴   | 松本健太郎、相坂直紀、鈴木信一                                                               |
| #11    |          | 最後的虛構         | 高木登           | 後藤圭二 | 小川治人   | 涉谷一彦、山川拓己、齊藤美旺                                                                 |
| #12    |          | 秩序守護者         | 高木登           | 後藤圭二 | 後藤圭二   | 松本健太郎、山川拓己、涉谷一彦 齊藤美旺、若月愛子、本多孝敏                                  |
| 第二季 |          |                    |                  |          |            |                                                                                              |
| #13    |          | 那個神的名字是     | 高木登           | 後藤圭二 | 後藤圭二   | 松本健太郎                                                                                   |
| #14    |          | 雪女的窘境         | 高木登           | 后藤圭二 | 小川治人   | 大泽美奈                                                                                     |
| #15    |          | 雪女的證言         | 高木登           | 佐原亞湖 | 蒲原遙     | 澀谷一彥                                                                                     |
| #16    |          | 雪女的純真         | 高木登           | 森下柊聖 | 小川治人   | 松本健太郎、鈴木信一                                                                         |
| #17    |          | 六花再臨           | 高木登           | 後藤圭二 | 蒲原遙     | 戶部敦夫                                                                                     |
| #18    |          | 電擊皮諾丘         | 吉永亞矢         | 後藤圭二 | 小川治人   | 松本健太郎、鈴木信一、新保卓郎、石井祐美子、ONE ORDER                                        |
| #19    |          | 或向星星許願       | 吉永亞矢         | 後藤圭二 | 蒲原遙     | 松本健太郎、新保卓郎、石井祐美子、Revival                                                    |
| #20    |          | 然後統治者消失了   | 柳井祥緒         | 森下柊聖 | 小川治人   | 松本健太郎、石井祐美子                                                                       |
| #21    |          | 沉默的孩子們       | 柳井祥緒         | 佐原亞湖 | 江北彼方   | 大津梨香、工藤公聖、工藤葉瑠香 石田誠也、松本健太郎、森貞薰平 松浦有馬、石井祐美子、西川真人 |
| #22    |          | 不請自來的評判     | 柳井祥緒         | 小川治人 | 小川治人   | 鈴木伸一、石井祐美子、新保卓郎、松本健太郎                                                   |
| #23    |          | 沉睡謀殺           | 柳井祥緒         | 江北彼方 | 江北彼方   | 鈴木伸一、石井祐美子、松本健太郎                                                             |
| #24    |          | 鰻魚專賣店的幸運日 | 高木登           | 後藤圭二 | 後藤圭二   | 鈴木伸一、石井祐美子、松本健太郎                                                             |

### 播放電視台
日本深夜動畫：下文記載的日本国内播放時間使用日本標準時間（UTC+9）表示。因為部分時間标识會採用30小时制，因此請留意这类超过24:00的时间，其實際播放時間為翌日清晨。
| 播放地區   | 播放電視台    | 播放日期        | 播放時間（UTC+9）         | 所屬聯播網 | 備註              |
| ---------- | ------------- | --------------- | ------------------------- | ---------- | ----------------- |
| 關東廣域圈 | 朝日電視台    | 2020年1月11日－ | 星期六 25時30分－26時00分 | 朝日電視網 |                   |
| 近畿廣域圈 | 每日放送      | 2020年1月11日－ | 星期三 26時38分－27時08分 | TBS電視網  |                   |
| 日本全國   | AT-X          | 2020年1月13日－ | 星期一 23時30分－24時00分 | 衛星電視   | 有重播            |
| 日本全國   | BS日視        | 2020年1月14日－ | 星期二 24時00分－24時30分 | 衛星電視   | 製作參加 「」節目 |
| 日本全國   | J:COM Channel | 2020年1月15日－ | 星期三 23時30分－24時00分 | 有線電視   | 「Aniobi」節目    |

### BD / DVD
| 卷數  | 發售日期      | 收錄話數       | 規格編號     | 規格編號   |
| 卷數  | 發售日期      | 收錄話數       | BD版         | DVD版      |
| 第1期 | 第1期         | 第1期          | 第1期        | 第1期      |
| ----- | ------------- | -------------- | ------------ | ---------- |
| 1     | 2020年3月25日 | 第1－3話       | KIZX-399~400 | KIZB-292~3 |
| 2     | 2020年4月22日 | 第4－6話       | KIZX-401~402 | KIZB-294~5 |
| 3     | 2020年5月27日 | 第7－9話       | KIZX-403~404 | KIZB-296~7 |
| 4     | 2020年6月24日 | 第10－12話     | KIZX-405~406 | KIZB-298~9 |
| 第2期 |               |                |              |            |
| 1     | 2023年3月22日 | 第1話－第3話   | KIZX-578/9   |            |
| 2     | 2023年4月26日 | 第4話－第6話   | KIZX-580/1   |            |
| 3     | 2023年5月24日 | 第7話－第9話   | KIZX-582/3   |            |
| 4     | 2023年6月21日 | 第10話－第12話 | KIZX-584/5   |            |

## 外部連結
- （日語）講談社comics plus （页面存档备份，存于）
- （日語）電視動畫「虚构推理」官網 （页面存档备份，存于）
- （日語）電視動畫「虚构推理」公式的X（前Twitter）
- 『虚構推理』R公式的X（前Twitter）